# Guldenhardt
Guldenhardt war eine Eisenerzgrube im Gebiet des Herdorfer Stadtteils Dermbach im Landkreis Altenkirchen in Rheinland-Pfalz. Die Grube lag im Dermbachtal an der Grenze zu Struthütten (Nordrhein-Westfalen).
Aus alter Zeit zeugt ein ca. 15 m tiefer und 200 m langer Tagebau. Ursprünglich existierten vier Gruben auf dem Gangzug: Weiße Guldenhardt (* vor 1755), Alte Guldenhardt, Grenze und Kux (* 1. Mai 1793).
Die Grube Guldenhardt lieferte einen hochwertigen, manganhaltigen Spateisenstein und wurde 1705 erstmals auf einer Rechnung erwähnt. Ab 1790 wurde der Firstenbau eingeführt. Die Grube war im 18. und frühen 19. Jahrhundert im Besitz der Familie Remy aus Bendorf und diente der Wendener Hütte als wichtigste Rohstoffbasis.
Die Blütezeit der Grube setzte etwa um 1800 ein. Im Jahr 1840 wurde auf der Grube eine, von Carl Ludwig Althans (1788–1864) entworfene, Wassersäulenmaschine in Betrieb genommen. Sie erreichte einen Wirkungsgrad von 76,7 % und war ca. 30 Jahre lang in Betrieb (bis in 50 m Teufe). Zwischen 1831 und 1845 wurden 29.808 t Eisenerz und 1.235 t Kupfererz gefördert. 1866 verkaufte man die Grube an die Hüttengewerkschaft und Handlung Jacobi, Haniel und Huyssen (späterer Name Gutehoffnungshütte Oberhausen). Von 1871 bis 1873 stieg man in den Tiefbau ein, in einem Stollen wurde ein Blindschacht mit einer Größe von 4,4 × 1,57 m und einer Teufe von 105 m, die er 1880 erreichte, angelegt. Drei Tiefbausohlen wurden auf 42 m, 72 m und 105 m unterhalb des Stollens verteilt. Die Erzförderung erfolgte mit einer Geschwindigkeit von 4 m/s. Als Fördermaschine wurde eine Zwillingsdampfmaschine des Herstellers „Jacobi, Haniel und Huyssen“ aus Oberhausen eingesetzt.
Gangmittel waren Oberstes und Unterstes Rimmelchen. Bereits im November 1880 wurde der Grubenbetrieb aufgrund abgebauter Vorräte eingestellt.